# Жилой комплекс

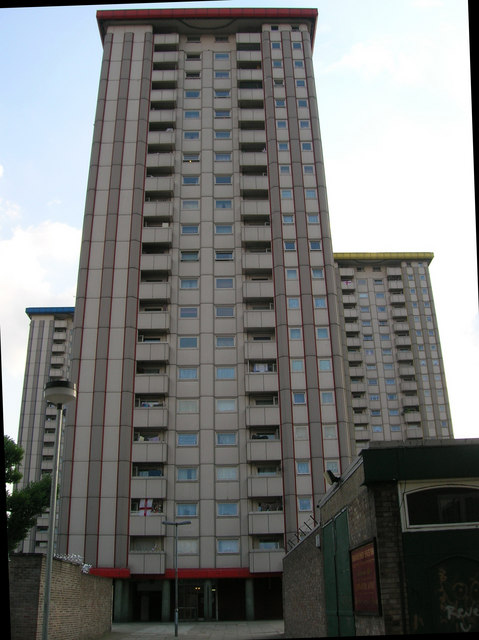
Жилой комплекс в северо-западном Лондоне

Жилой комплекс — это один или (чаще) несколько индивидуальных или многоквартирных жилых домов, объединённых единой, специально спланированной территорией, построенных в едином архитектурном стиле и образующих единую территориально-пространственную целостность. Наиболее часто можно встретить аббревиатуру — ЖК.
В России многие жилые комплексы появились в конце 1990-х — начале 2000-х гг.
Возможно первым прародителем жилых комплексов в послереволюционной Москве можно именовать известный «Дом на набережной» построенный для партийной, советской и военной элиты того времени. Другим известным первым жилым комплексом в дореволюционной Москве можно именовать комплекс зданий страхового общества «Россия».
Жилые комплексы могут быть как многоэтажными, так и иметь малоэтажные постройки. Малоэтажный жилой комплекс — это жилой массив с числом домов более пяти, построенный в рамках общего генерального плана, имеющий общую социальную и инженерную инфраструктуру, единую службу управления и обслуживания. Это так называемые концептуальные коттеджные посёлки.
Многие жилые комплексы имеют собственное название, которое фигурирует в архитектурном оформлении дома и внутреннего убранства.